# Cara Hunter
Cara Hunter é uma escritora britânica de romances policiais best-sellers do Sunday Times com o personagem do detetive Adam Fawley e sua equipe policial baseada em Oxford, Inglaterra. Os livros dela já venderam mais de um milhão de exemplares em todo o mundo. Ela possui leitores em 27 países.

## Biografia
Ela mora em Oxford. Ela também se formou e fez doutorado em literatura inglesa na Universidade de Oxford.

### Reconhecimento
O livro dela No Way Out foi selecionado pelo Sunday Times como um dos 100 melhores romances policiais desde 1945.

### Série do Adam Fawley
- Close to Home (2017) em Portugal: Perto de Casa (Porto Editora, 2018) no Brasil: Onde está Daisy Mason? (Trama, 2021)
- In The Dark (2018) em Portugal: No Escuro (Porto Editora, 2019) no Brasil: Em um Porão Escuro (Trama, 2022)
- No Way Out (2019) em Portugal: Sem Saída (Porto Editora, 2020) no Brasil: Sem saída (Trama, 2023)
- All the Rage (2019) em Portugal: Pura Raiva (Porto Editora, 2021)
- The Whole Truth (2021) em Portugal: Toda a Verdade (Porto Editora, 2022)
- Hope to Die (2022) em Portugal: Sem Culpa (Porto Editora, 2023)

### Livro isolado
- Murder in the Family (2023)